# گارد ویل
گارد ویل (به انگلیسی: Gard Kvale) (زادهٔ ۶ مهٔ ۱۹۸۴) شناگر اهل نروژ است.